# Mesoleptus arridens
Mesoleptus arridens là một loài tò vò trong họ Ichneumonidae.